# هم‌فرگشتی

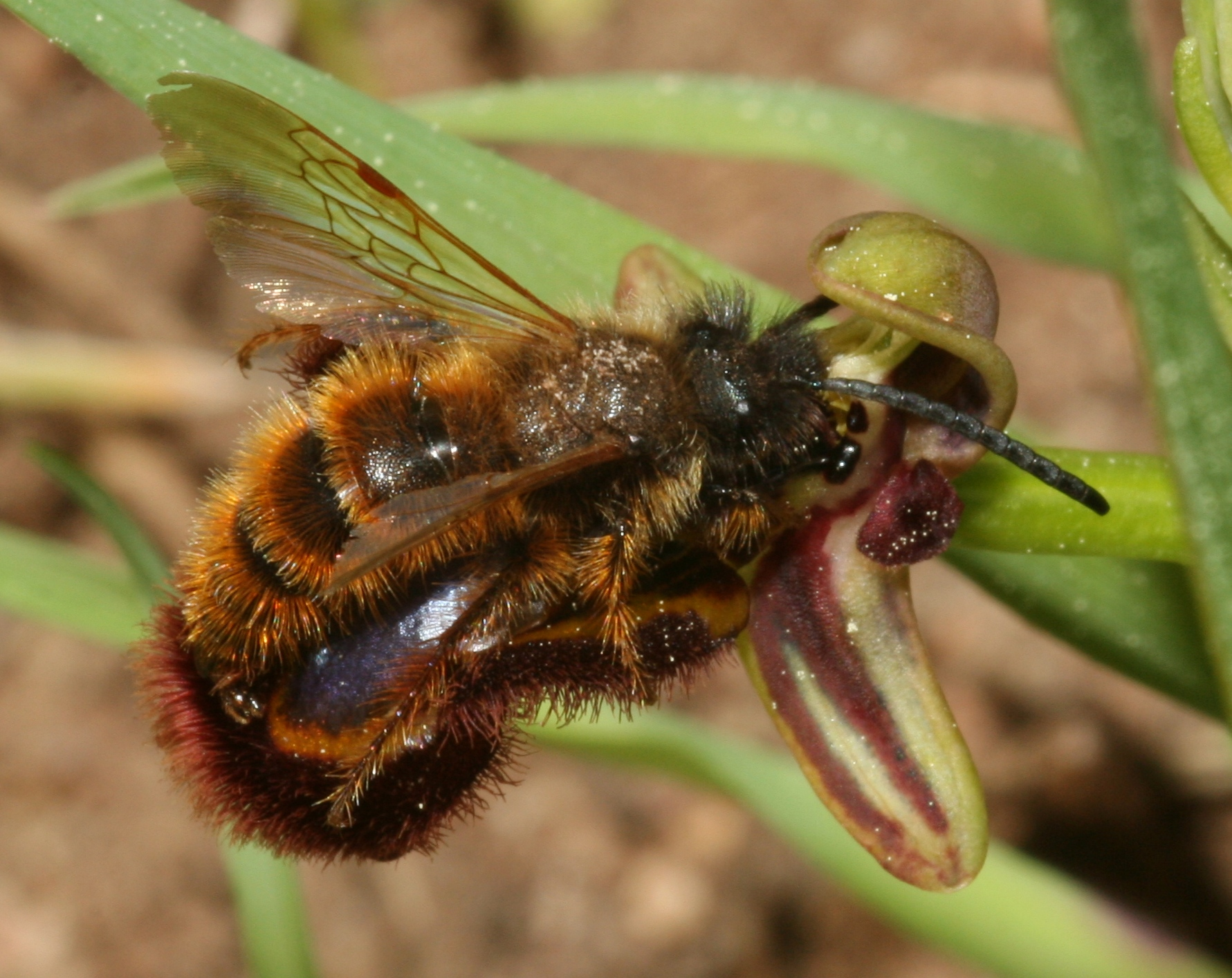
هم فرگشتی

هم‌فرگشتی یا فرگشت همزمان (به انگلیسی: Coevolution) برای توضیح موردی است که دو یا چندین گونهٔ جانوری متقابلاً بر روی فرگشت یک دیگر تأثیر می‌گذارند.

برای مثال تغییرات فرگشتی در ریخت‌شناسی یک گیاه شاید تغییراتی بر روی ریخت‌شناسی گیاه‌خواری که گیاه را می‌خورد بگذارد که به نویهٔ خود شاید تغییراتی بر روی فرگشت آن گیاه بگذارد که این هم به نوبهٔ خود شاید تغییراتی بر روی فرگشت آن گیاه‌خوار بگذارد.

هم‌فرگشتی احتمال دارد وقتی که گونه‌های جانوری دارای تعاملات زیست‌محیطی می‌باشند اتفاق بیفتد. این روابط زیست‌محیطی شامل:
- شکار/شکارچی و انگل/میزبان
- گونه‌های رقابتی
- گونه‌هایی که همزیستی در کنار یکدیگر دارند (همانند بعضی پرندگان که بروی گوزن‌ها یا سایر گیاه‌خواران می‌نشینند)

## هم‌فرگشتی کلاسیک
گیاهان و حشره‌ها نمونه‌ای از هم‌فرگشتی کلاسیک هستند که گاهی و نه همیشه در کنار یکدیگر دارای همزیستی می‌باشند. بسیاری از گیاهان و حشره‌های گرده‌افشان بسیار متکی بر یکدیگر هستند و رابطه‌هایشان بسیار خاص می‌باشد که زیست شناسان دلیل‌های خوبی برای استنباط کردن این رابطهٔ هماهنگ دارند که نتیجه‌ای از پروسهٔ هم‌فرگشتی می‌باشد